# Tenebrismo

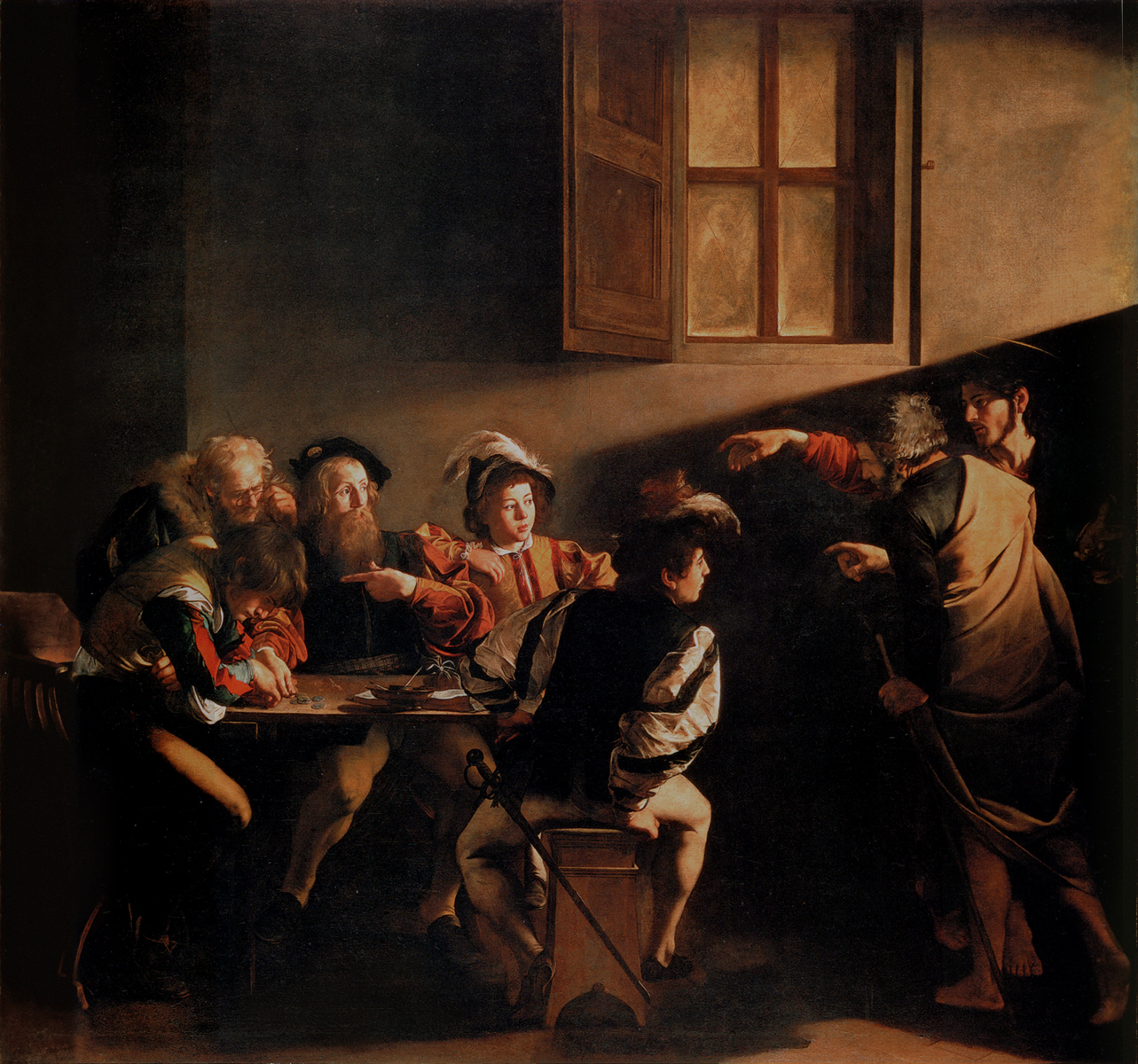
La vocación de San Mateo, de Caravaggio, 1599.

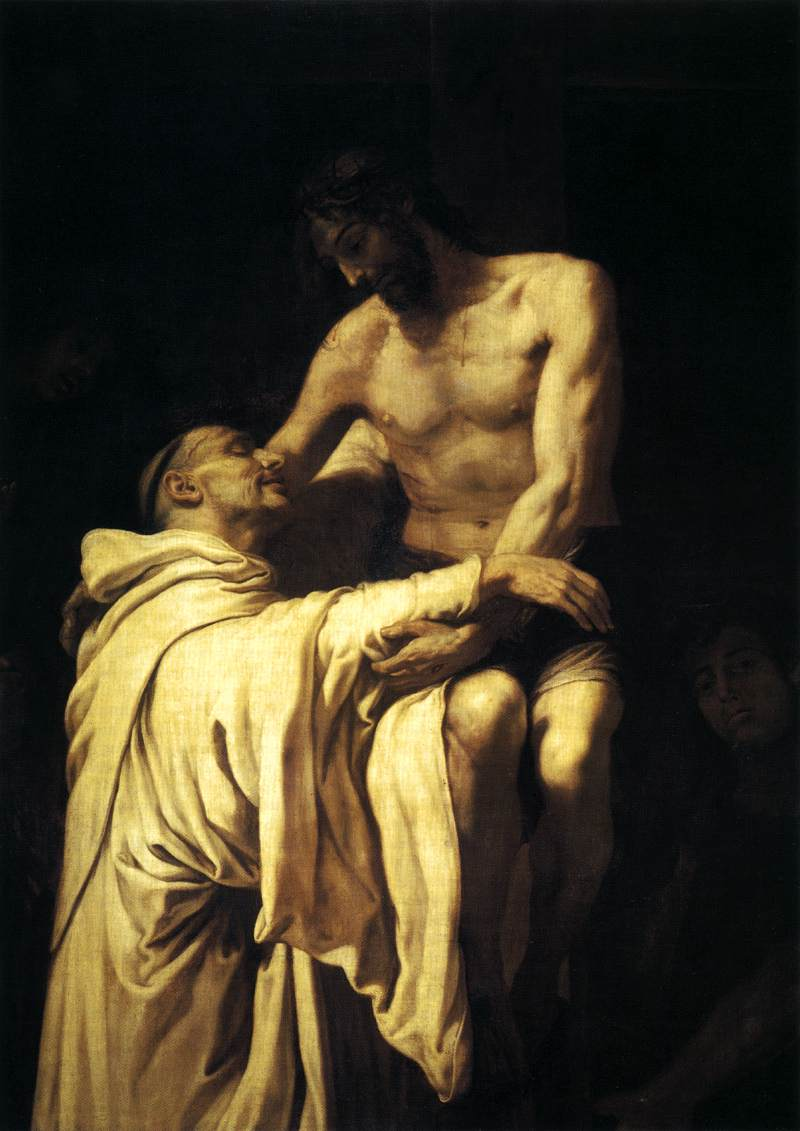
Cristo abrazado a San Bernardo, de Francisco Ribalta, 1625-1627.

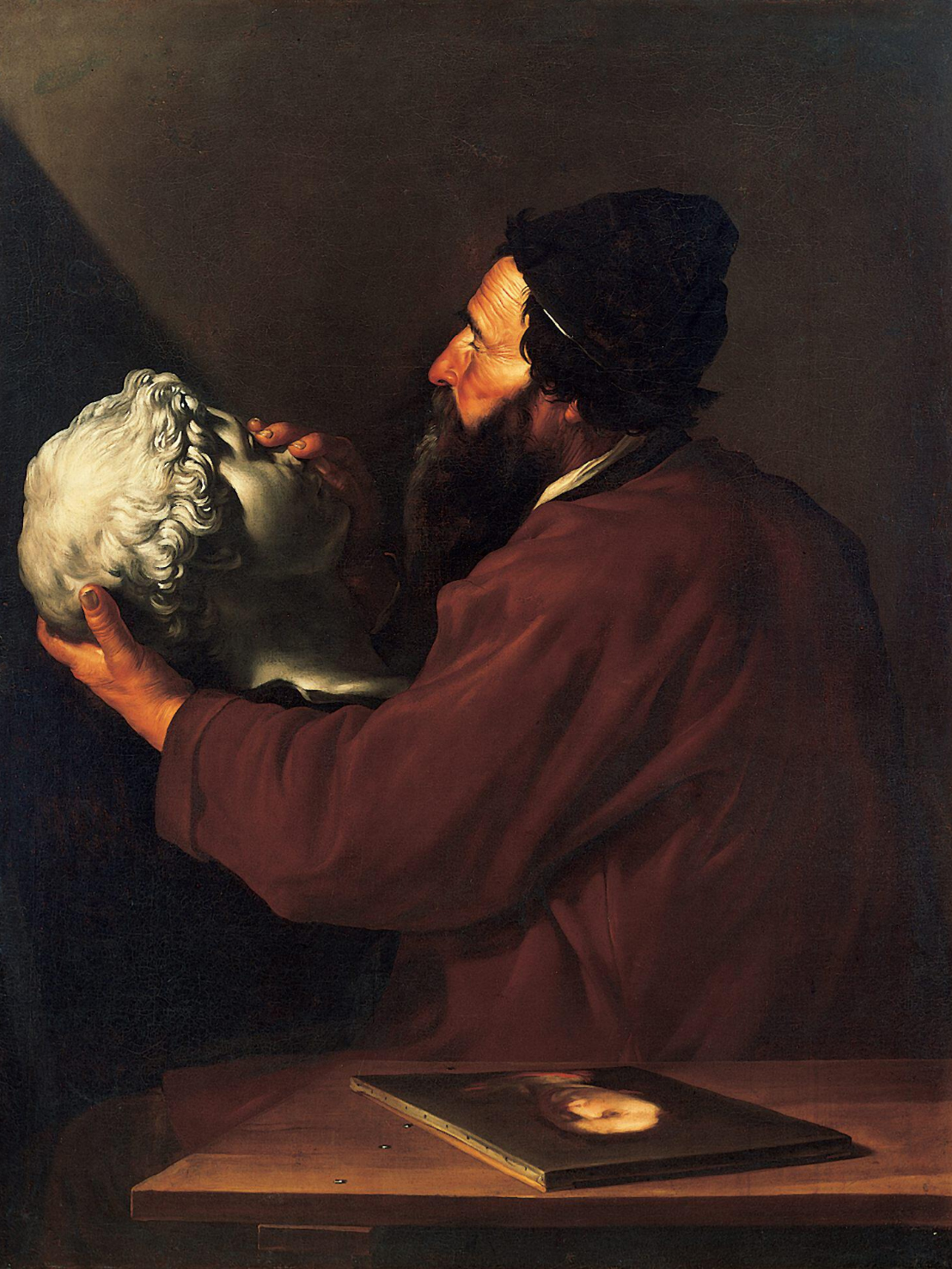
Alegoría de los sentidos, de José de Ribera, 1630.

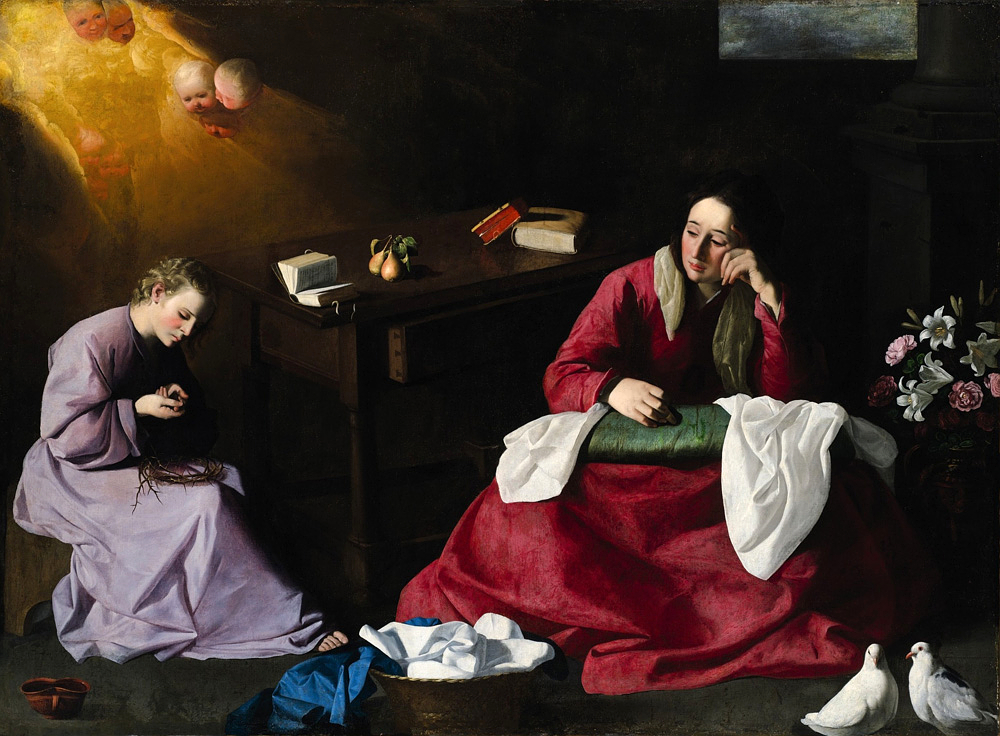
La casa de Nazaret, de Zurbarán, ca.1645.

Tenebrismo es el nombre que la historiografía del arte da a un estilo o corriente de la pintura del barroco correspondiente a su fase inicial, a comienzos del siglo XVII, cuyos principales exponentes son el italiano Caravaggio y José de Ribera (el Españoleto, afincado en Nápoles). El tenebrismo se caracteriza por el violento contraste de luces y sombras mediante una forzada iluminación (de forma muy evidente cuando se hace llegar un foco de luz marcando una diagonal en la pared del fondo, como la que proviene de un tragaluz en un sótano —es habitual referirse a este recurso como luz de sótano o luz de bodega—). La palabra proviene del latín tenĕbrae ("tinieblas").
Se ha llegado a identificar como una corriente específicamente propia de la escuela española o tenebrismo español, que surgió a comienzos del siglo XVII como resultado del impacto del caravaggismo en la tradición del uso de la técnica del claroscuro ya incorporada en la pintura española y empleada profusamente en la segunda mitad del siglo XVI (Pedro de Campaña, El Greco, Luca Cambiaso, Morales el divino, Navarrete el mudo, Juan de Roelas). De este conjunto de pintores, que a veces reciben la equívoca denominación de luministas, hay quien considera ya tenebristas a Sánchez Cotán o a Luis Tristán, a pesar de no haber recibido la influencia de Caravaggio; pero el primer núcleo propiamente tenebrista es la escuela valenciana de Francisco Ribalta, con el que entró en contacto Pedro de Orrente, que se había formado con El Greco y Tristán en Toledo y de donde surgió Ribera (aunque la totalidad de su obra conocida se hizo en Nápoles). Menor correspondencia con las convenciones tenebristas tuvo la escuela sevillana de Herrera el viejo y Francisco Pacheco, de donde saldrían Zurbarán y Velázquez.
Los periodos siguientes al barroco tenebrista: el barroco pleno de mediados del siglo XVII y el barroco triunfante o barroco decorativo de finales del XVII y comienzos del XVIII, no se caracterizan particularmente por este recurso. Ya en el siglo XIX, el realismo pictórico recuperó los efectos lumínicos tenebristas, tal como se ve en algunas obras de Léon Bonnat.
No debe confundirse o identificarse de forma total con la técnica del claroscuro, que como tal técnica se ha empleado en muy distintos contextos estilísticos y cronológicos, antes y después del Barroco.
A veces se emplean las expresiones tenebrismo naturalista y naturalismo tenebrista, que lo ponen en relación con el naturalismo o realismo artístico, un enfoque estético común a distintos estilos y escuelas, y que no debe confundirse con el movimiento pictórico francés de finales del siglo XIX denominado "naturalismo".

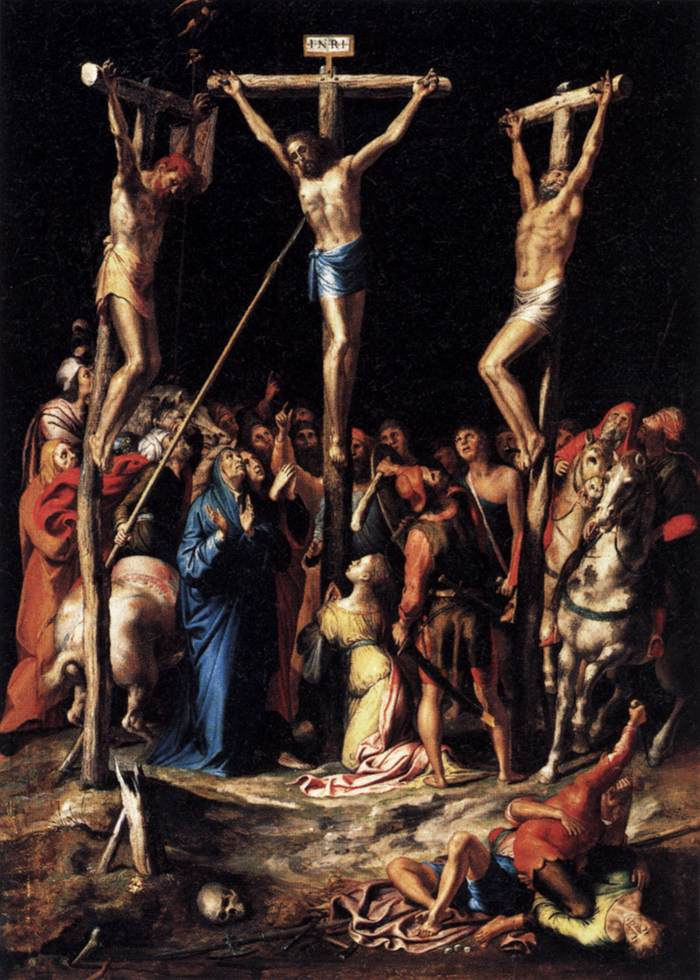
Crucifixión, de Pedro de Campaña, 1550.
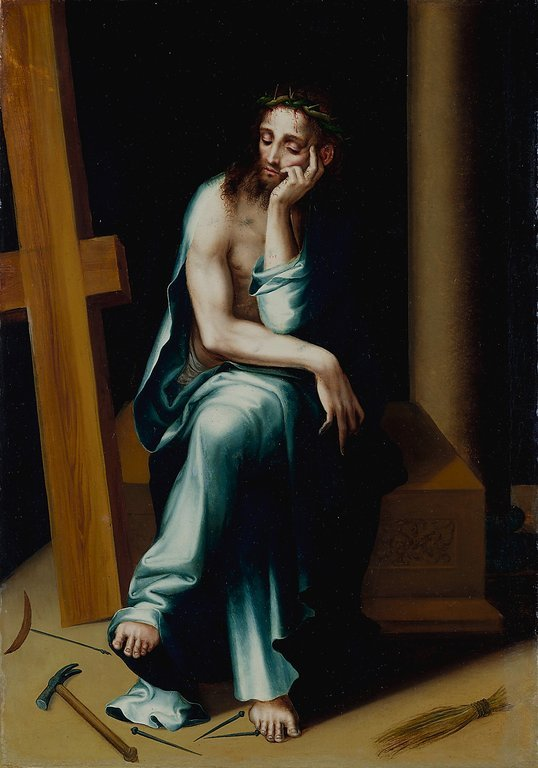
Varón de dolores, de Luis de Morales, 1560.
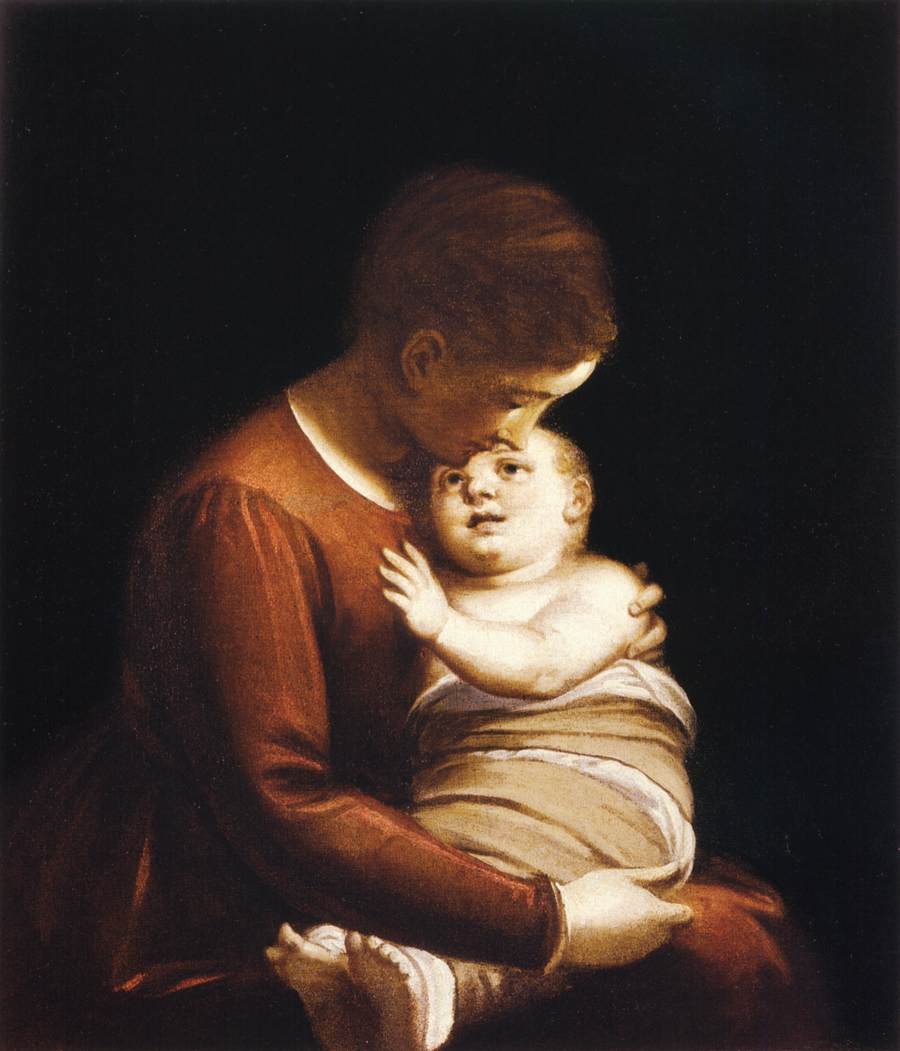
Virgen con niño, de Luca Cambiaso, 1575-1580.
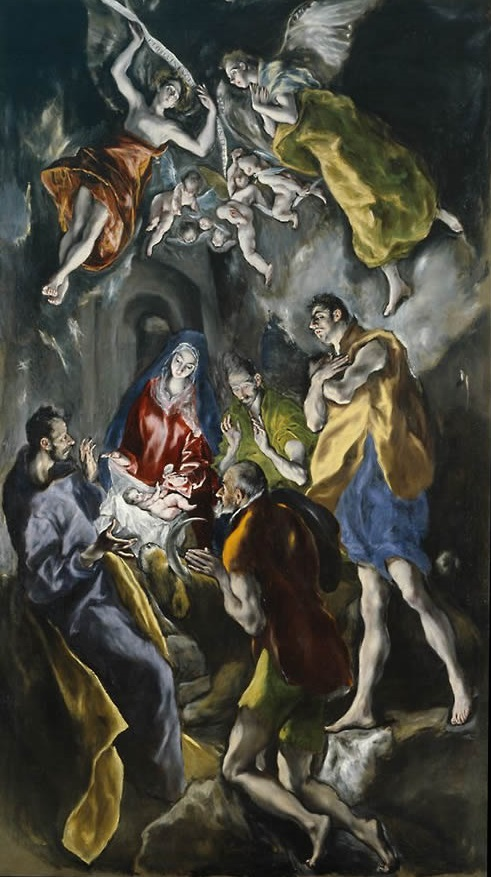
Adoración de los pastores, del Greco, 1612-1614.
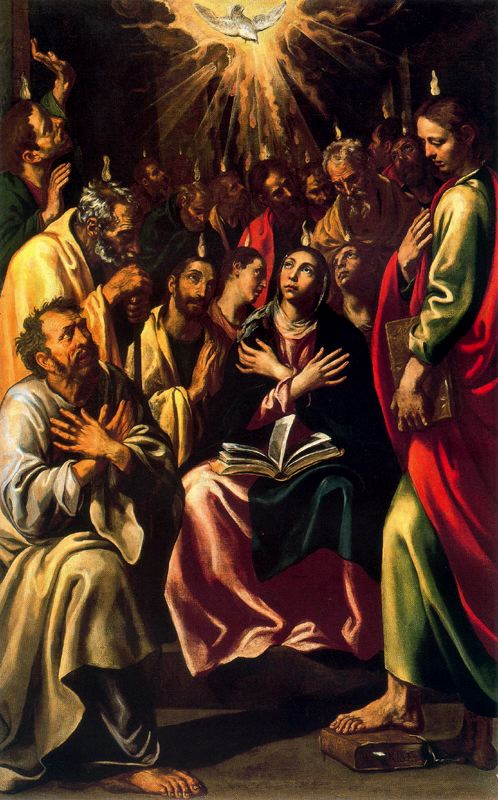
Pentecostés, de Luis Tristán.
Virgen despertando al niño, de Sánchez Cotán.
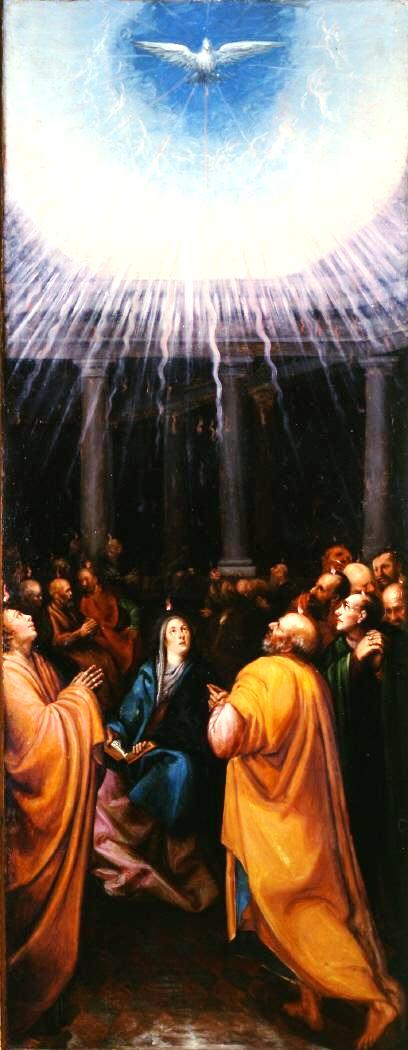
Pentecostés, de Juan de Roelas.
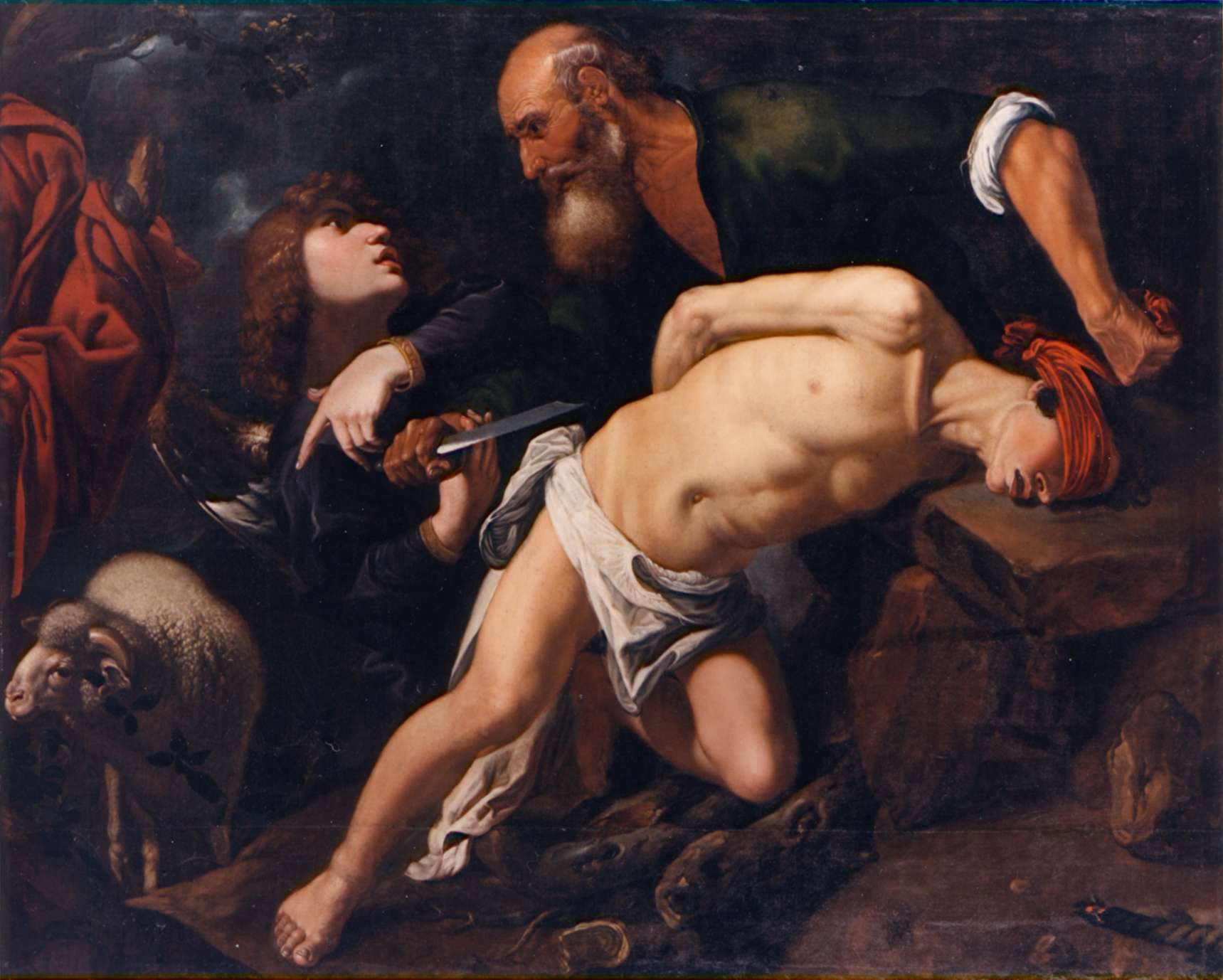
Sacrificio de Isaac, de Pedro de Orrente, 1616.